# Dasineura folliculi
Dasineura folliculi är en tvåvingeart som först beskrevs av Ephraim Porter Felt 1908.  Dasineura folliculi ingår i släktet Dasineura och familjen gallmyggor.
Artens utbredningsområde är New Jersey. Inga underarter finns listade i Catalogue of Life.